# Marius Soustre
Marius Soustre, né le 1er septembre 1828 à Digne-les-Bains (Alpes-de-Haute-Provence) et mort le 16 avril 1897 dans la même commune, est un homme politique français.

## Biographie
Propriétaire terrien, il est républicain sous la monarchie de Juillet. Proscrit lors du coup d’État de 1851, il ne revient en France qu'après l'amnistie de 1859. Il est député des Basses-Alpes, inscrit à l'Union républicaine, de 1881 à 1885, et sénateur des Basses-Alpes de 1885 à 1897. Il est maire de Digne-les-Bains de 1881 à 1897.